# Kozuki Soichiro
Soichiro Kozuki (sinh ngày 22 tháng 12 năm 2000) là một cầu thủ bóng đá người Nhật Bản.

## Sự nghiệp câu lạc bộ
Soichiro Kozuki đã từng chơi cho Kyoto Sanga FC.